# Alexander Archipenko
Alexander Porfirowycz Archipenko (ur. 18 maja?/30 maja 1887 w Kijowie, zm. 25 lutego 1964 w Nowym Jorku) – ukraiński rzeźbiarz, rysownik, malarz, grafik i pedagog tworzący we Francji i Stanach Zjednoczonych.

## Życiorys
Studiował malarstwo i rzeźbę w Szkole Sztuk Pięknych w Kijowie, z której został usunięty w roku 1905. Podczas studiów jego twórczość zdradzała wpływy bizantyjskich ikon i mozaik. Od roku 1908 do 1914 przebywał w Paryżu. Tam początkowo mieszkał w La Ruche. Od 1910 wystawiał swoje prace w Salonie Niezależnych, potem także w Salonie Jesiennym. W 1912 w Paryżu otworzył po raz pierwszy własną szkołę, dołączył do grupy Section d’Or oraz stworzył swoje pierwsze malowane reliefy. Lata I wojny światowej (1914–1918) spędził na południu Francji. Wyemigrował do Stanów Zjednoczonych w 1923 roku. Tam otworzył szkoły. Tworzył głównie pod wpływem kubizmu. Jego pomysłem są „sculpto-peintures” (tzw. skulptomalarstwo), które były płaskorzeźbami z drewna, metalu i papier-maché – oprawione w ramy drewniane lub gipsowe.
W jego twórczości bogato reprezentowane były motywy związane z ukraińską historią i kulturą.

## Prace
- Kobieta przed lustrem (1914),
- Kobieta czesząca włosy (1915),
- Tors w przestrzeni (1935)